# Маджизано
Маджизано (итал. Magisano) — коммуна в Италии, располагается в регионе Калабрия, в провинции Катандзаро.
Население составляет 1316 человек (2008 г.), плотность населения составляет 42 чел./км². Занимает площадь 31 км². Почтовый индекс — 88050. Телефонный код — 0961.
В коммуне 15 августа особо празднуется Успение Пресвятой Богородицы. Кроме того, память Пресвятой Богородицы совершается 8 декабря. Покровителями коммуны почитаются святые Пётр и Симон.
В коммуне имеются
- Успенский храм (Chiesa Santa Maria Assunta)
- Молельня Пресвятой Богородицы (Madonna della Luce)

## Демография
Динамика населения:

## Администрация коммуны
- Официальный сайт: